# Antonio del Pollaiuolo
Antonio del Pollaiuolo (italijanščina [anˈtɔːnjo del pollaˈjwɔːlo], znan tudi kot Antonio di Jacopo Pollaiuolo (prav tako črkovano Pollaiolo)), italijanski slikar, kipar, grafik in zlatar, * 17. januar, 1429/1433, Firence, Florentinska republika, † 4. februar, 1498, Rim, Papeška država
Deloval je v času italijanske renesanse.

## Biografija
Rodil se je v Firencah. Njegov brat Piero je bil prav tako umetnik in oba sta pogosto sodelovala. Njuna dela kažejo tako na klasične vplive kot na zanimanje za človeško anatomijo; poročali so, da sta brata secirala, da bi izboljšala svoje znanje o človeškem telesu. Priimek sta dobila po očetu, ki je v resnici prodajal perutnino (pollaio v italijanščini pomeni 'kokošnjak'). Antonio je prvi študij zlatarstva in obdelave kovin opravljal bodisi pri očetu bodisi pri Andrei del Castagno: slednji ga je verjetno učil tudi slikanja. Drugi viri govorijo o tem, da je delal v firenški delavnici Bartoluccio di Michele, kjer se je izpopolnjeval tudi Lorenzo Ghiberti. V tem času se je zanimal tudi za graviranje.
Nekatere slike Pollaiuola kažejo močno brutalnost, katere značilnosti lahko preučimo v upodobitvi Svetega Boštjana , ki je bila naslikana v letih 1473–1475 za kapelo Pucci v cerkvi Santissima Annunziata v Firencah. Nasprotno pa njegovi ženski portreti kažejo umirjenost in natančno pozornost do modnih detajlov, kot je bilo običajno v portretiranju konec 15. stoletja.
Največje uspehe je dosegel kot kipar in kovinar. Natančen seznam njegovih del je problematičen, saj je njegov brat Piero veliko sodeloval z njim. Nekateri so mu pripisali dodatek dvojčkov Romula in Rema v 15. stoletje k obstoječi bronasti skulpturi starodavne rimske mitološke volkulje, ki ju je dojila.
Izdelal je samo eno ohranjeno grafiko, Bitka golih mož, in je zaradi velikosti in prefinjenosti italijansko grafiko dvignil na novo raven in ostaja eden najslavnejših grafikov renesanse.
Leta 1484 se je Antonio nastanil v Rimu, kjer je izdelal grob papeža Siksta IV., zdaj v muzeju sv. Petra (končan leta 1493), sestava, v kateri je znova pokazal kakovost pretiravanja v anatomskih značilnostih figur. Leta 1496 je odšel v Firence, da bi zaključil že začeta dela v zakristiji Santo Spirito. Umrl je v Rimu kot bogataš, potem, ko je končal nagrobnik papeža Inocenca VIII. (v Sv. Petru). Slikar je pokopan v baziliki San Pietro v Vincoliju, kjer so mu postavili nagrobnik v bližini nagrobnika njegovega brata Piera.
Njegov glavni prispevek k florentinskemu slikarstvu je bil v analizi človeškega telesa v gibanju ali v razmerah obremenitve, pomemben pa je tudi zaradi svojega pionirskega zanimanja za krajino v Italiji. Med njegove učence včasih štejejo tudi nekaj mlajšega Sandra Botticellija, kar pa ni povsem jasno - vsekakor pa je nanj pomembno vplival.

## Glavna dela

### Slike
- Herkul in Antej
- Herkul in Hidra
- Vnebovzetje svete Marije Magdalene
- Apolon in Dafne

- Vnebovzetje sv. Marije Magdalene (ok. 1460) - tempera na tabli, Museo della Pala del Pollaiolo, Staggia Senese; Štirje angeli čudežno dvignejo Marijo Magdaleno iz jame, kjer je živela v puščavi v molitvi in pokori, peti pa ji ponudi evharistijo. Svetnica, katere dolgi ščetinasti lasje v celoti pokrivajo njeno golo, tanko in usahlo telo, v znak molitve dvigne roke in svoj pogled usmeri k nebeškemu cilju. Konturna črta, napeta in elastična, natančno izriše anatomijo.
- Oltarna slika za kapelo portugalskega kardinala (1467) - freska, San Miniato al Monte, Firence
- Portret mlade ženske (ok. 1465) - topolova tabla, 52,5 x 36,2 cm, Staatliche Museen, Berlin
- Sveti Vincent, Jakob in Evstahij (1468) - tempera na lesu, 172 x 179 cm, galerija Uffizi, Firence
- Apolon in Dafne (1470–1480) - tempera na lesu, 30 x 20 cm, Narodna galerija, London; Prikazuje Dafnino preobrazbo v lovorovo drevo, da bi ušla Apolonu, kot je to opisano v Ovidovih Metamorfozah. Tako kot Mučeništvo svetega Boštjana so jo dolgo pripisovali Antoniu, zdaj pa jo običajno pripisujejo Pieru. Rastlinstvo v ozadju je bilo prej svetlejše, zdaj pa je nepovratno oksidirano.
- Portret mlade ženske (ok. 1475) - tempera na lesu, 55 x 34 cm, Uffizi, Firence
- Herkul in Hidra (ok. 1475) - tempera na lesu, 17 x 12 cm, Uffizi, Firence. Ta in Herkul in Antej kažeta vpliv novoplatonske akademije, ki se vrača v klasično umetnost in interpretira grški in rimski mit v luči krščanske filozofije. Izdelana za Medičejce in se verjetno nanaša na Antonijevo bronasto skulpturo Herkul, ki ubija Anteja, ki jo je naročil Lorenzo okoli leta 1475 in je zdaj v Museo nazionale del Bargello. Pollaiolo, ki je upodobil le dve glavi Hidre, medtem ko je na tleh mogoče videti že eno odsekano, je junaka naslikal na pokrajino, ki se izgubi v daljavi, perspektiva po flamski navadi, tako da izstopajo figure v ospredju, absolutni protagonisti prizora. Herkul je na silovit način obokan proti pošasti, katere eno glavo trdno drži z roko, medtem ko z drugo dviguje palico, da bi jo udaril. Pokrivalo nemejskega leva, ki pokriva glavo s kapuco in je vezan v pasu, nabrekne od vetra in ustvari polkrog, v katerem je povzdignjena napeta Herkulova postava. Mišična napetost, znana značilnost Pollaiolovih najboljših del, doseže vrhunec v označeni konturni liniji, napeti in elastični, kjer se zdi, da zajame vse razpočne napore trenutka. Anatomsko upodabljanje je izjemno, z veliko pozornostjo do detajlov, kot so mišice in kite. Linearne igre zaznavamo tudi v lovkah pošasti, ki zavijejo Herkulov levi gleženj.
- Herkul in Antej (ok. 1478) - tempera na lesu, 16 x 9 cm, Uffizi, Firence; Podvig junaka so novoplatonisti prebrali kot simbol boja med višjim in nižjim načelom, v skladu z idejo o nenehni napetosti človeške duše, ki je bila med vrlinami in poroki prekinjena; človek je v praksi težil k dobremu, vendar ni mogel doseči popolnosti in ga je pogosto zasidrala nevarnost, da bi se vrnil k iracionalnosti, ki jo narekuje nagon; zato eksistencialna drama neoplatoničnega človeka, ki se zaveda, da mora celo življenje loviti na videz nedosegljiv pogoj, izhaja iz tega zavedanja lastnih meja. Pollaiolo je temo razvil tako, da se je zatekel k dvema telesoma, obokanima v nasprotnih smereh, pri čemer okončine in smer pogledov ustvarjajo silovite črte, ki se lomijo pod ostrimi koti, ki se nato razširijo v različne smeri in prenesejo občutek dramatičnega gibanja. Geste in izrazi so zelo izraziti, z izjemno mišično napetostjo, ki doseže vrhunec v označeni konturni liniji, napeti in elastični, v kateri se zdi, da zajame ves razpočni napor giba.
- Portret dekleta - tabla, Museo Poldi Pezzoli, Milano
- Herkul in Dejanejra – olje na platnu, Umetnostna galerija Univerze Yale, New Haven; Umetnik postavlja prizorišče umora kentavra Nesusa, ugrabitelja Dejanejre, ki ga je Herkul ubil v dolino Arno, v ozadju pa pogled na mesto Firence. Herkul na desni strelja zastrupljeno puščico s plastično kretnjo loka. Kentaver z deklico na hrbtu, kasneje ji bo razkril, da lahko iz njene krvi naredi močan ljubezenski napoj, ki bo sčasoma ubil Herkula, povzroči tudi samomor dekleta.

### Kipi
- ‘’Herkul in Antej
- Skulptura bojevnika
- Herkul
- Grob papeža Inocenca VIII., drugi papeški grob Pollaiuola
- Herkul
- Upodobitev mlade ženske

- Krištof in dojenček Kristus - Metropolitanski muzej, New York
- Herkul (1475) - Muzej Bode, Berlin; Herkul, simbol sil kreposti nad tiranijo in zavajanjem, je gol in v zmagovitem položaju, pri čemer je leontè privezan na levo ramo, leva noga pa naslonjena na živalsko lobanjo z rogovi: to je morda sklicevanje na Hercules Invitto, ki so mu v starih časih enkrat letno žrtvovali bika. Figura izžareva občutek moči, poudarjen z grobim zaključkom, z močno muskulaturo in gostimi, namazanimi lasmi, značilnimi za druga umetnikova dela. Odlit je bil v enem kosu s podstavkom, ki prikazuje staromodne trofeje.
- Grob papeža Siksta IV. (1493) - bazilika svetega Petra